# Jaida Essence Hall
Jaida Essence Hall (9 de diciembre de 1986) es el nombre artístico de Jared Johnson, una drag queen estadounidense y personalidad de la telerrealidad más conocida por ganar la duodécima temporada de RuPaul's Drag Race, y luego volver a competir en la séptima temporada de RuPaul's. Drag Race All Stars, una temporada con solo ganadoras del programa. Desde que se emitió su temporada en 2020, Hall ha participado en varias giras nacionales e internacionales junto con otras concursantes de Drag Race, incluidos Werq the World, A Drag Queen Christmas y Drive 'N Drag. En octubre de 2020, Johnson fue una de las artistas que apareció en el Savage X Fenty Fashion Show Vol. 2.

## Comienzos
Johnson nació en Milwaukee, Wisconsin. Es el tercer concursante de la ciudad en competir en RuPaul's Drag Race y el segundo ganador después de Trixie Mattel (ganadora de All Stars Season 3). Johnson cita el sentido de comunidad de Milwaukee y la diversidad de drag como influencias importantes. Actuó durante un período de tiempo en Hamburger Mary's.

## Carrera profesional
Johnson comenzó a hacer drag a principios de la década del 2010. Su nombre es producto de experiencias y anécdotas personales que tienen un significado para él. Un amigo se refirió a ella como "Jaida" cuando usó una peluca por primera vez, y el nombre se quedó. "Essence" viene de su novio, quien la llamó "la esencia de la belleza" en un mensaje de texto. "Hall" es el nombre de su familia Drag; sus madres son Tajma Hall y Prada Diamond, y sus hermanas drag son Mercedes Iman Diamond, Dida Ritz y Kahmora Hall.
Saltó a la fama en la escena drag a través de concursos de belleza, ganando títulos como Miss Five, Miss Gay Madison, Miss Wisconsin Club, y Miss City of the Lakes. Además, también actuó en el show de medio tiempo del juego de los Milwaukee Bucks en el 2019.
Jaida es conocida por su ojo para el diseño y hace muchos de sus propios conjuntos; su novio le hace las joyas. También es maquilladora y maquilló a Silky Nutmeg Ganache para el final de la temporada once de RuPaul's Drag Race.
En julio y agosto del 2020, Hall estuvo de gira con Drive 'N Drag, un show drag drive-in que se celebró al aire libre para adaptarse a las restricciones de distanciamiento social impuestas debido al COVID-19. Johnson apareció en la portada de la edición de septiembre de la revista Attitude Magazine en el 2020. En octubre del 2020, Johnson fue uno de los artistas que participó en el Savage X Fenty Fashion Show Vol. 2. de Rihanna.
En septiembre del 2021, se presentó junto con Christina Aguilera en el LadyLand Festival. El mes siguiente, se presentó en el PridetoberFest que se celebró en el Henry Maier Festival Part en Milwaukee, y en la décima edición de Night of the Living Drag: The North American Halloween Tour. En diciembre del mismo año se presentó en el evento A Drag Queen Christmas, producido por Murray & Peter.
En enero del 2022, Jaida Essence Hall se unió al elenco rotativo de 12 reinas de Drag Race en RuPaul's Drag Race Live!, un Residency show en Flamingo Las Vegas. En marzo, Jaida Essence Hall junto con el resto del elenco de RuPaul's Drag Race Live!  se presentaron con Katy Perry en su show Play (residencia musical) en Resort World Las Vegas. En abril del 2022, presentó un show de moda inspirado en los Premios Grammy, patrocinado por TikTok.

### RuPaul's Drag Race
Jaida fue anunciada como concursante de la duodécima temporada de RuPaul's Drag Race el 23 de enero del 2020. Durante su participación en el show ganó tres desafíos principales, incluyendo la presentación inspirada en Bob Fosse en el segundo episodio, el debate político en el noveno episodio y el desafío de cambio de imagen en el décimo episodio. También estuvo entre las dos peores de la semana, luego de una débil presentación de un show individual en el episodio 11. Jaida envió a casa a la favorita del público, y eventual ganadora del título Miss Congeniality, Heidi N Closet, luego de enfrentarse en un lip sync de la canción "1999" de Prince. Fue coronada ganadora (virtualmente) el 29 de mayo del 2020, luego de ganar el Lip Sync final contra Crystal Methyd y Gigi Goode de la canción "Survivor" de Destiny's Child. Esta presentación le valió a Jaida una nominación en los Premios People's Choice, en la categoría de Participante de Programa de Competición.
Jaida regresó para el episodio 11 de la sexta temporada de RuPaul's Drag Race: All Stars como "Lip Sync Asesasen", en donde se enfrentó contra Eureka O'Hara con la canción "Good Golly, Miss Molly" de Little Richard.
En abril de 2022, Jaida Essence Hall fue anunciada como una de las 8 ganadoras que volverían a competir para la séptima temporada de RuPaul's Drag Race: All Stars, la primera edición de solo ganadoras de Drag Race. Ganó en el tercer episodio y venció a Trinity The Tuck en el Lip Sync de la canción Green Light (canción de Beyoncé).

## Vida personal
Johnson se identifica como queer. Actualmente vive en West Allis.

## Filmografía

### Películas
| Año  | Título                     | Papel    | Notas            | Ref    |
| ---- | -------------------------- | -------- | ---------------- | ------ |
| 2020 | Savage X Fenty Show Vol. 2 | Sí misma | Especial de moda | [ 13 ] |

### Televisión
| Año  | Título                                                  | Rol         | Notas                                   | Ref    |
| ---- | ------------------------------------------------------- | ----------- | --------------------------------------- | ------ |
| 2019 | Juego de los Milwaukee Bucks                            | Sí misma    | Artista del Espectáculo de Medio tiempo | [ 8 ]  |
| 2020 | RuPaul's Drag Race (temporada 12)                       | Concursante | Ganadora                                | [ 21 ] |
| 2020 | RuPaul's Drag Race: Untucked (temporada 12)             | Concursante | Ganadora                                | [ 21 ] |
| 2020 | The Daily Show con Trevor Noah                          | Sí misma    | Invitada                                | [ 30 ] |
| 2021 | Watch What Happens Live con Andy Cohen                  | Sí misma    | Invitada                                | [ 31 ] |
| 2021 | RuPaul's Drag Race (temporada 13)                       | Sí misma    | Invitada                                | [ 32 ] |
| 2021 | RuPaul's Drag Race All Stars (temporada 6)              | Sí misma    | "Lip Sync Assassin" (episodio 11)       | [ 25 ] |
| 2021 | RuPaul's Drag Race All Stars: Untucked (temporada 3)    | Sí misma    | "Lip Sync Assassin" (episodio 11)       | [ 25 ] |
| 2022 | RuPaul's Drag Race (temporada 14)                       | Sí misma    | Invitada                                | [ 33 ] |
| 2022 | RuPaul's Drag Race All Stars (temporada 7)              | Sí misma    | Concursante                             | [ 26 ] |
| 2022 | RuPaul's Drag Race All Stars: Untucked (temporada 4)    | Sí misma    | Concursante                             | [ 34 ] |
| 2022 | Trixie Motel                                            | Sí misma    | Aparición especial                      | [ 35 ] |
| 2022 | La vista                                                | Sí misma    | Aparición especial                      | [ 36 ] |
| 2022 | Cuenta regresiva para All Stars 7: You're a Winner Baby | Sí misma    | Especial VH1                            | [ 37 ] |

### Videos musicales
| Año  | Título                           | Artista                    | Ref    |
| ---- | -------------------------------- | -------------------------- | ------ |
| 2020 | "Legends Never Die"              | Orville Peck, Shania Twain | [ 38 ] |
| 2021 | "GAP"                            | Heidi N Closet             | [ 39 ] |
| 2022 | "The Motto" (Video Drag Oficial) | Ava Max y Tiesto           | [ 40 ] |

### Web series
| Año  | Título                 | Rol      | notas             | Ref           |
| ---- | ---------------------- | -------- | ----------------- | ------------- |
| 2020 | Cosmo Queens           | Sí misma | Invitada          | [ 41 ]        |
| 2020 | Whatcha Packin'        | Sí misma | Invitada          | [ 42 ]        |
| 2020 | Countdown to The Crown | Sí misma | Invitada          | [ 43 ]        |
| 2020 | The Pit Stop           | Sí misma | Invitada          | [ 44 ] [ 45 ] |
| 2020 | Exposed                | Sí misma | Invitada          | [ 46 ]        |
| 2020 | Bring Back My Ghouls   | Sí misma | Anfitrióna        | [ 47 ]        |
| 2020 | GAP Chat               | Sí misma | Invitada          | [ 48 ]        |
| 2020 | Binge                  | Sí misma | Pódcast; invitada | [ 49 ]        |
| 2020 | Dragged Out            | Sí misma | Invitada          | [ 50 ]        |
| 2020 | Hey Qween              | Sí misma | Invitada          | [ 51 ]        |
| 2021 | Snatched!              | Sí misma | Pódcast; Invitada | [ 52 ]        |
| 2021 | The Awardist           | Sí misma | Invitada          | [ 53 ]        |
| 2022 | Drag Us Weekly         | Sí misma | Invitada          | [ 54 ]        |
| 2022 | Around the Table       | Sí misma | Invitada          | [ 55 ]        |
| 2022 | BuzzFeed Celeb         | Sí misma | Invitada          | [ 56 ]        |
| 2022 | Friendship Test        | Sí misma | Invitada          | [ 57 ]        |
| 2022 | Drip or Drop?          | Sí misma | Invitada          | [ 58 ]        |
| 2022 | Portrait of a Queen    | Sí misma | Invitada          | [ 59 ]        |

## Discografía

### Sencillos
| Año  | Título |
| ---- | --- |
| 2020 | "You Don't Know Me" (con el Cast de RuPaul's Drag Race Temporada 12)                                                      |
| 2020 | "Madonna: The Unauthorized Rusical" (con el Cast de RuPaul's Drag Race Temporada 12)                                      |
| 2020 | "I Made It / Mirror Song/ Losing Is New Winning" (Las Vegas Live Medley) (con el Cast de RuPaul's Drag Race Temporada 12) |
| 2020 | "The Shady Bunch" (con el Cast de RuPaul's Drag Race Temporada 12)                                                        |
| 2022 | "Legends" (Cast Version) (RuPaul featuring the cast of RuPaul's Drag Race All Stars, season 7)                            |
| 2022 | "2gether 4eva" (The Other Girls) (with the Cast of RuPaul's Drag Race All Stars, season 7)                                |

| Predecesora: Yvie Oddly | Ganadora de RuPaul's Drag Race 2020 | Sucesora: Symone |